# Мертва вода (океанологія)
Мертва вода — природне явище у водах Світового океану, яке спостерігається за сильної стратифікації вертикальної густини морської води внаслідок солоності або температури або і того й іншого. Часто там, де шар прісної або солонуватої води лежить поверх щільнішої солоної, не змішуючись. Явище часто спостерігається у фіордах, де прісні талі льодовикові води розтікаються поверх солоної морської води без значного перемішування. Явище є результатом дії внутрішніх хвиль, що гасять енергію руху судна, осадка якого приблизно дорівнює товщині верхнього шару, і тим самим впливають на його швидкість. Судно що потрапило у мертву воду може важко маневрувати або може навіть сповільнитися до повної зупинки і «прилипнути». Збільшення швидкості на кілька вузлів може подолати ефект. Експерименти продемонстрували, що ефект може бути ще більш вираженим у випадку, якщо підводні човни стикаються з такою стратифікацією на великих глибинах.
Цей ефект проявляється на будь-якому кордоні двох шарів рідин із різною густиною.

## Історія дослідження
Перша писемна згадка про явище «мертвої води» на морі налічує майже 2 тис. років. Так Пліній Старший у праці «Природнича історія» описував це явище на Червоному морі. Він наводив тогочасні пояснення, що судно потрапляє в полон гігантського кальмара або восьминога. З таким явищем часто стикались і нормани, коле більш легка прісна вода з льодовиків тонким шаром, співставним з осадкою кораблів вікінгів, накопичувалась у фіордах на більш солоній і важкій воді з моря. «Перебороти кракена» можна було лише припинивши гребти, а отже створювати коливання, на деякий час і відтак поновити рух з більшою інтенсивністю, ніж до того.
Феномен «матроського прядива» уперше описав для науки норвезький дослідник Арктики Фрітьйоф Нансен під час свого дрейфування на кораблі «Фрам» 1893 року. Ось як він описує події серпня 1893 року у водах поблизу архіпелагу Норденшельда біля півострова Таймир:
|  | Коли «Фрам» потрапив до мертвої води, здавалося що він ніби стримується якоюсь таємничою силою, і не завжди відповідає на рухи керма. За тихої погоди і невеликої осадки, «Фрам» міг розвивати від 6 до 7 вузлів. Перебуваючи у мертвій воді, він не міг розвинути й 1,5 вузла. Ми кружляли на своєму курсі, іноді повертали праворуч, пробували усілякі витівки, щоб зрозуміти принцип, але все було марно. |

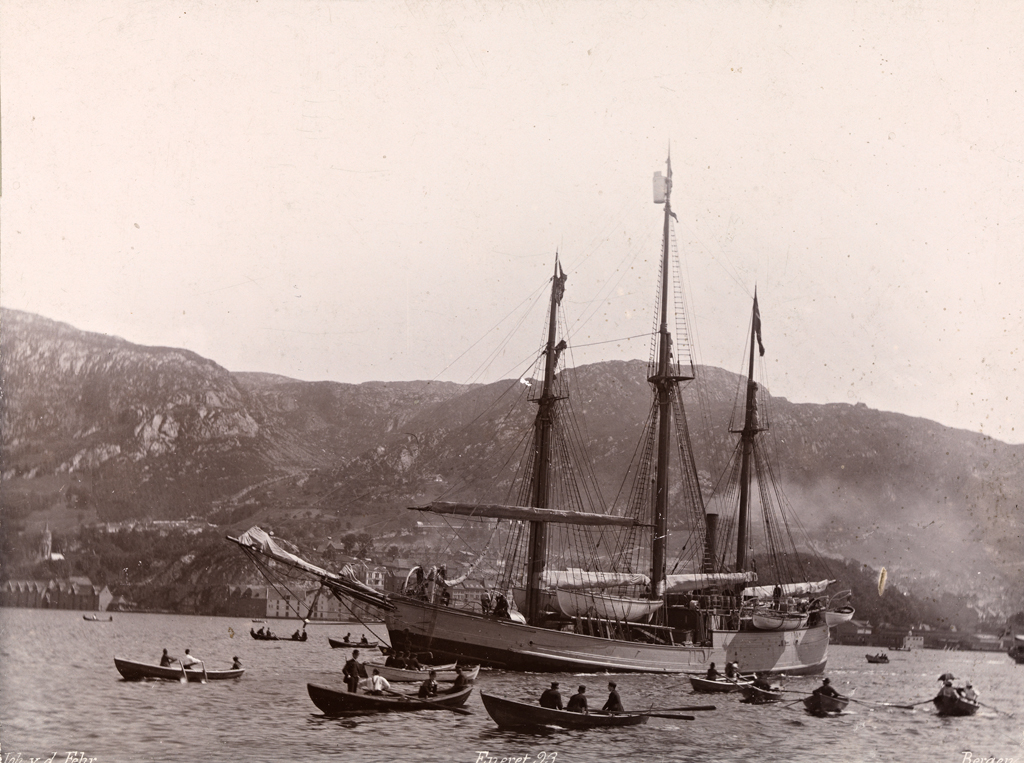
«Фрам» поблизу Бергена, Норвегія, 1893 рік
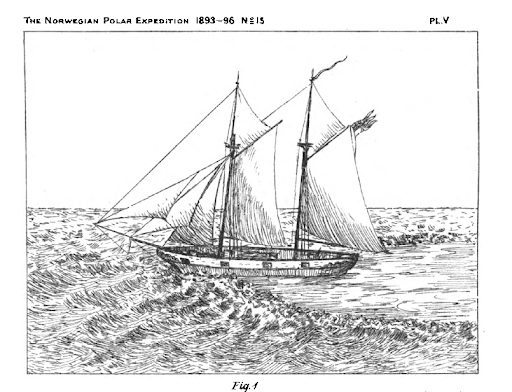
«Фрам» у «мертвій воді» поблизу Таймиру
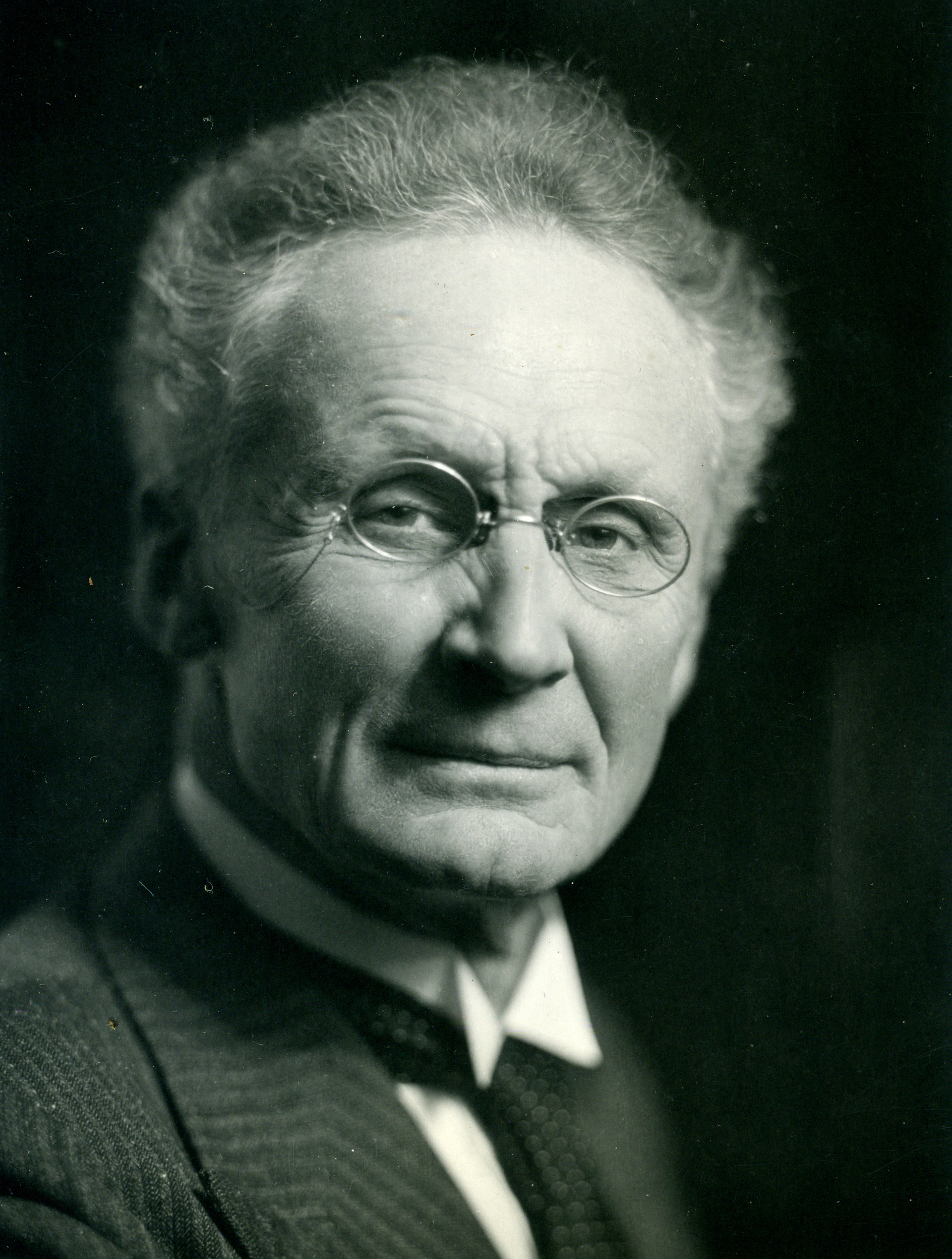
Вільгельм Б'єркнес
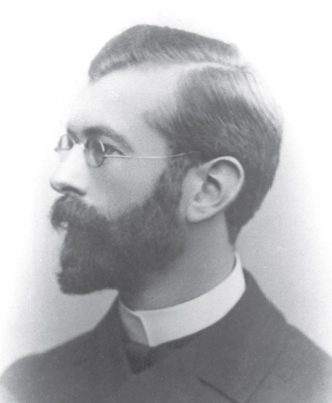
Вагн Екман

Перше наукове пояснення цього явища як внутрішніх хвиль було дано норвезьким метеорологом Вільгельмом Б'єркнессом. Він пояснив чому кораблі в прибережних водах іноді не могли зберегти свою постійну швидкість. У цьому йому допомогли праці його учня Вагна Вальфріда Екмана, який згодом описав ефект, який зараз носить його ім'я (спіраль Екмана).
Сучасне дослідження університету Пуатьє показало, що ефект обумовлений внутрішніми хвилями, що циклічно рухають судно вперед і назад. Існує два різновиди мертвої води. Перший був описаний Нансеном, він спричинює аномальне уповільнення руху судна. Другий, Екманівський, викликає циклічне коливання швидкості руху. Другий різновид з часом може перейти у перший, коли судно вийде з режиму, що спричиняє коливання швидкості. Цей другий різновид ефекту мертвої води можливо був причиною поразки потужних кораблів Клеопатри з більшою осадкою перед легшими кораблями Октавіана в битві при Акції 31 року до н. е..